# Irajá Damiani Pinto
Irajá Damiani Pinto (Porto Alegre, 3 de julho de 1919 – 21 de junho de 2014) foi um naturalista, pesquisador e professor universitário brasileiro.
Membro titular da Academia Brasileira de Ciências, era professor emérito da Universidade Federal do Rio Grande do Sul e foi o primeiro aluno a se formar no curso de história natural da Faculdade de Filosofia da UFRGS. Foi condecorado em 1998 com a Grã-Cruz da Ordem Nacional do Mérito Científico por suas contribuições à ciência brasileira.

## Biografia
Irajá nasceu na cidade de Porto Alegre, em 1919. Era filho de Luiz Oswaldo Pinto e de Lina Damiani Pinto. Morou com os avós maternos, Agostino e Teresina Damiani, ambos nascidos na Itália, enquanto estudava e eles foram determinante para sua formação. Irajá estudou no Ginásio Nossa Senhora do Rosário, de irmãos maristas. Cursou o segundo grau no Colégio Universitário Estadual Julio de Castilhos.
Inicialmente, sua escolha era em medicina, já que ele tinha um tio que era médico e a família sugeriu que ele seguisse o mesmo caminho. Irajá, porém, foi reprovado no curso preparatório, mas no mesmo ano, em 1942, abriu o curso de História Natural e ele ingressou no curso de bacharelado e licenciatura em História Natural da então Faculdade de Filosofia da Universidade de Porto Alegre, hoje a Universidade Federal do Rio Grande do Sul (UFRGS). Ainda na graduação, foi contratado como auxiliar de ensino e em 1945, ainda como aluno no curso de licenciatura, foi contratado como assistente das cadeiras de Geologia e Paleontologia. Neste mesmo ano, participou de sua primeira excursão científica chefiada pelo professor Llewelyn Ivor Price, que muito contribuiu com sua orientação científica. Estagiou no Departamento Nacional de Produção Mineral, no Rio de Janeiro, com Paulo Ericksen de Oliveira.

## Carreira
Por volta dessa época, Irajá começou o que viria a se tornar a biblioteca de Geologia e Paleontologia da universidade, com a ajuda de Price e de seu avô, adquirindo em antiquários e librarias os primeiros volumes e revistas. Em 1946, assumiu a disciplina de Paleontologia e se tornou professor adjunto no Colégio Estadual Julio de Castilhos.
A falta de reconhecimento de sua atividade de pesquisa em ciências naturais pela universidade o levou a prestar vestibular em medicina, na época uma saída para quem quisesse trabalhar com pesquisa científica. Ingressou em 1952 e em 1953 ganhou uma bolsa da Universidade de São Paulo (USP) proposta por Paulo Sawaya, que acreditava que ele deveria continuar seus trabalhos em paleontologia.
Na USP Irajá ingressou no doutorado sob a orientação do professor Josué Camargo Mendes e com grande influência de Viktor Leinz. Em 1953 foi eleito diretor do Instituto de Ciências Naturais da UFRGS, exercendo o cargo até 1957. Com auxílio financeiro da Fundação Rockefeller, Irajá obteve recursos financeiros para as áreas de Genética, Paleontologia e Botânica, melhorando laboratórios, equipamentos e biblioteca.
A convite da Petrobras, organizou na Bahia, o 1º curso de formação de geólogos de petróleo, em 1956. De volta a Porto Alegre, foi convidado a organizar o curso de geologia da universidade, o que a tornou a primeira escola de ensino superior em geologia do país. Irajá foi seu diretor por 11 anos e em 1968 implantou o curso de pós-graduação em geociências, com mestrado e doutorado. Criou as primeiras revistas da universidade na área de Ciências Naturais, aumentando o intercâmbio interncional e estimulando a formação de profissionais.
Por volta deste período criou e dirigiu o Centro de Investigação do Gondwana, órgão auxiliar do Instituto de Geociências da Universidade Federal do Rio Grande do Sul. . Obteve bolsas de estudos da Fundação Rockefeller, do British Council, da Cooperation Technique Française, da Agency for International Development e da Academia de Ciências da União Soviética. Em 1974, foi eleito presidente da Fundação de Amparo à Pesquisa do Estado do Rio Grande do Sul (FAPERGS), sendo reeleito duas vezes e permanecendo nove anos no cargo.
Durante 11 anos, foi diretor do Centro de Estudos Costeiros Limnológicos e Marinhos (CECLIMAR). Foi Presidente da Sociedade Brasileira de Geologia em 1968/1969 e 1978/1979. Foi membro e coordenador da Comissão de Geologia do CNPq. Formou 22 mestres, 8 doutores e em 1990 recebeu o título de Professor Emérito pela Universidade Federal do Rio Grande do Sul.

## Vida pessoal
Irajá casou-se aos 19 anos com Erna Bins, com quem teve quatro filhos, 11 netos e três bisnetos. Na juventude, praticou basquete, tendo cido campeão da cidade de Porto Alegre pelo Clube Americano Universitário em 1936.

## Morte
Irajá morreu em 21 de junho de 2014, em Porto Alegre, aos 94 anos.

## Legado
O atual Museu de Paleontologia do Instituto de Geociências da UFRGS foi designado com seu nome.

## Títulos
- Bacharel (História natural) - Faculdade de Filosofia - Universidade de Porto Alegre - 1944.
- Auxiliar de ensino - Faculdade de Filosofia - Universidade de Porto Alegre - 1944.
- Licenciado (História natural) - Faculdade de Filosofia - Universidade de Porto Alegre - 1945.
- Professor assistente de regência (Paleontologia) - Faculdade de Filosofia - Universidade de Porto Alegre - 1945.
- Professor assistente - Escola de Engenharia - Universidade de Porto Alegre - 1945.
- Primeiro regente da cadeira de Paleontologia - Faculdade de Filosofia - Universidade Católica do Rio Grande do Sul - 1946/1952.
- Professor auxiliar - Faculdade de Filosofia - 1948/1950.
- Professor catedrático (Geologia e Paleontologia) - Faculdade de Filosofia - Universidade do Rio Grande do Sul - 1950/1968.
- Professor (Paleontologia geral e Paleontologia superior) - Escola de Geologia - Universidade do Rio Grande do Sul - 1958/1963.
- Doutor (Geologia) - USP - 1972.
- Professor emérito - Universidade Federal do Rio Grande do Sul - 1990.